# 제주여자고등학교
제주여자고등학교(濟州女子高等學校)는 대한민국 제주특별자치도 제주시 아라일동에 있는 사립 고등학교이다.

## 학교 연혁
- 1946년 2월 10일 : 전신 제주고등여학교 개교(4학급)
- 1951년 9월 25일 : 제주여자고등학교 6학급 인가, 개교
- 1953년 4월 15일 : 제주시 이도1동 1618번지로 교사 이전(현 KAL호텔)
- 1956년 2월 2일 : 재단법인 제주여자학원 인가
- 1964년 2월 2일 : 학교법인 제주여자학원 인가
- 1972년 6월 9일 : 제주시 아라동 2360번지 현 위치로 교사 이전
- 1973년 4월 9일 : 강당 겸용 체육관 준공
- 1982년 9월 8일 : 24학급 학칙 변경 인가
- 1984년 4월 8일 : 별관 9개 교실 준공
- 1985년 4월 8일 : "주체적 학습방법" 도교위 지정 연구학교
- 1986년 7월 9일 : 동백관 준공
- 1995년 7월 3일 : 제16대 김화남 이사장 취임
- 1999년 5월 3일 : 급식소(평화관) 준공
- 2002년 4월 1일 : 신관 8개 교실 준공
- 2009년 4월 5일 : 교육과학기술부 과학.수학 교과교실제 및 과학중점학교 지정
- 2010년 6월 5일 : 제주여고 과학관 준공
- 2025년 1월 6일 : 제73회 318명 졸업(총 졸업생 수 20,108명)
- 2025년 3월 1일 : 제21대 김종석 교장 취임
- 2025년 3월 4일 : 신입생 327명 입학(11학급)

## 참고 자료
- 제주여자고등학교 - 한국교육학술정보원 학교알리미